# Fédération Internationale des Associations de Footballeurs Professionnels
Die Fédération Internationale des Associations de Footballeurs Professionnels (kurz FIFPro) ist eine weltweit tätige Vertretung von Profifußballern und deren Interessen mit Sitz in Hoofddorp.
Ihr gehören 65 nationale Spielervertretungen an (Stand: 12. November 2019), wodurch die FIFPro insgesamt über 65.000 Profispieler vertritt. Außerdem gibt es drei nationale Spielervertretungen, die Beitrittskandidaten sind.
Präsident ist seit Oktober 2013 Philippe Piat.

## Mitglieder
(Stand: 12. November 2019)

### FIFPRO Africa
- Ägypten: Egyptian Professional Footballers Association
- Botswana: Footballers Union of Botswana
- Elfenbeinküste: Association des footballeurs ivoiriens
- Gabun: Association Nationale des Footballeurs Professionels du Gabon
- Ghana: Professional Footballers Association Of Ghana
- Kamerun: Syndicat National des Footballeurs Camerounais
- Kenia: Kenya Footballers Welfare Association
- Demokratische Republik Kongo: Union des Footballeurs Congolais
- Marokko: Association Marocaine Des Footballeurs
- Simbabwe: Footballers Union Of Zimbabwe
- Südafrika: South African Football Players Union

### FIFPRO Americas
- Argentinien: Futbolistas Argentinos Agremiados
- Bolivien: Futbolistas Agremiados de Bolivia
- Chile: Sindicato Interempresa de Futbolistas Profesionales de Chile
- Kolumbien: Asociacion Colombiana de Futbolistas Profesionales
- Costa Rica: Asociacion De Jugadores Profesionales
- Guatemala: Asociación de Futbolistas Guatemaltecos
- Honduras: Asociación de Futbolistas de Honduras
- Mexiko: Asociación Mexicana de Futbolistas
- Panama: Asociación de Futbolistas de Panamá
- Paraguay: Futbolistas Asociados Del Paraguay
- Peru: Agremiación de Futbolistas del Perú
- Vereinigte Staaten: Major League Soccer Players Union
- Uruguay: Mutual Uruguaya de Futbolistas Profesionales
- Venezuela: Asociación Única de Futbolistas Profesionales de Venezuela

### FIFPRO Asia/Ocenia
- Australien: Professional Footballers Australia
- Indien: Football Players Association of India
- Indonesien: Asosiasi Pemain Sepakbola Profesional Indonesia
- Japan: Japan Pro-Footballers Association
- Katar: Qatar Players Association
- Kirgisistan
- Malaysia: Professional Footballers’ Association Of Malaysia
- Neuseeland: New Zealand Professional Footballers’ Association
- Philippinen
- Südkorea: Korea Pro-Footballer's Association

### FIFPRO Europe
- Österreich: Vereinigung der Fußballer
- Belgien: Sporta
- Bulgarien: Association of Bulgarian Footballers
- Dänemark: Spillerforeningen
- England: Professional Footballers’ Association
- Frankreich: Union Nationale des Footballeurs Professionnels
- Finnland: Jalkapallon Pelaajayhdistys
- Griechenland: Panhellenic Professional Football Players Association
- Irland: Professional Footballers’ Association of Ireland
- Island (Beobachter)
- Israel: Israel Football Players Association
- Italien: Associazione Italiana Calciatori
- Kroatien: Hrvatska Udruga Nogometni Sindikat
- Malta: Malta Football Players Association
- Niederlande: Vereniging van Contractspelers
- Nordmazedonien: Footballers’ Union of Macedonia
- Norwegen: Norske Idrettsutøveres Sentralorganisasjon
- Portugal: Sindicato dos Jogadores Profissionais de Futebol
- Rumänien: Asociaţia Fotbaliştilor Amatori şi Nonamatori
- Schottland: Professional Footballers’ Association Scotland
- Schweden: Spelarföreningen Fotboll i Sverige
- Schweiz: Swiss Association of Football Players
- Serbien: Sindikat Profesionalnih Fudbalera Nezavisnost
- Slowenien: Sindikat profesionalnih igralcev nogometa Slovenije
- Spanien: Asociación de Futbolistas Españoles
- Tschechien: Czech Association of Football Players
- Türkei: Türkiye Profesyonel Futbolcular Derneği
- Ukraine: All-Ukrainian Association of Professional Football Players
- Ungarn: Hivatásos Labdarúgók Szervezete
- Zypern: Pancyprian Footballers Association

## Auszeichnungen

### FIFPro World XI
Seit 2005 wählt die FIFPro ihre Weltelf (FIFPro World XI), bis 2008 auch den besten Spieler des vergangenen Jahres. Dafür wird an alle unter der FIFPro organisierten Profifußballer eine Wahlkarte mit einer Vorauswahl von 55 herausragenden Spielern der letzten Saison verschickt. Aus diesen muss dann eine Mannschaft, bestehend aus einem Tormann, vier Verteidigern, drei Mittelfeldspielern und drei Stürmern, zusammengestellt werden.
Seit 2009 entschieden sich die FIFPro und die FIFA, gemeinsam die FIFA FIFPro World XI zu suchen, wobei das Wahlverfahren sich nicht veränderte.

### FIFPro World Player of the Year
Der Spieler, der bei der Wahl zur FIFPro World XI die meisten Stimmen erhielt, wurde von 2005 bis 2008 außerdem zum FIFPro World Player of the Year ernannt. Nach dem Zusammenschluss mit der FIFA vergibt die FIFPro diesen Preis nicht mehr.
| Jahr | Name              | Verein            |
| ---- | ----------------- | ----------------- |
| 2005 | Ronaldinho        | FC Barcelona      |
| 2006 | Ronaldinho        | FC Barcelona      |
| 2007 | Kaká              | AC Mailand        |
| 2008 | Cristiano Ronaldo | Manchester United |

2005 wurde zudem Wayne Rooney (Manchester United) als Young Player of the Year (Bester junger Spieler) ausgezeichnet, 2006 gewann Lionel Messi (FC Barcelona) diesen Preis. Cristiano Ronaldo (Manchester United) erhielt 2005 und 2006 den Young Player Fan Award.